# Imran Louza
Imran Louza (Nantes, 1 mei 1999) is een Marokkaans voetballer, die doorgaans speelt als aanvallende middenvelder. Hij verruilde FC Nantes in 2021 voor Watford FC, dat € 10 miljoen voor hem betaalde. Louza debuteerde in 2021 in het Marokkaans voetbalelftal.

## Clubcarrière
Louza is een jeugdproduct van FC Nantes. Op 4 januari 2019 maakte hij zijn debuut in het eerste elftal in de bekerwedstrijd tegen LB Châteauroux. Hij startte de wedstrijd en werd twaalf minuten voor tijd vervangen door Valentin Rongier. De wedstrijd werd met 4–1 gewonnen waarin Louza het derde doelpunt voor zijn rekening nam. Op 24 mei 2019, de laatste competitiewedstrijd, maakte hij zijn officieel debuut in de Ligue 1. In de met 0–1 verloren thuiswedstrijd tegen Strasbourg startte Louza de wedstrijd en werd een minuut voor tijd vervangen door Randal Kolo.

## Clubstatistieken
| Seizoen | Club      | Competitie | Competitie | Competitie | Beker | Beker | Internationaal | Internationaal | Totaal | Totaal |
| Seizoen | Club      | Competitie | Wed.       | Dlp.       | Wed.  | Dlp.  | Wed.           | Dlp.           | Wed.   | Dlp.   |
| ------- | --------- | ---------- | ---------- | ---------- | ----- | ----- | -------------- | -------------- | ------ | ------ |
| 2018/19 | FC Nantes | Ligue 1    | 1          | 0          | 2     | 1     | –              | –              | 3      | 1      |
| 2019/20 | FC Nantes | Ligue 1    | 7          | 0          | 0     | 0     | –              | –              | 7      | 0      |
| Totaal  | Totaal    | Totaal     | 8          | 0          | 2     | 1     | 0              | 0              | 10     | 1      |

Bijgewerkt op 28 oktober 2019.

## Interlandcarrière
Louza is een voormalig Marokkaans en Frans jeugdinternational.